# Småkroksjöarna
Småkroksjöarna är två varandra näraliggande sjöar i Skellefteå socken och Skellefteå kommun i Västerbotten
- Småkroksjöarna (södra), sjö i Skellefteå kommun, 64°41′11″N 20°56′39″Ö / 64.6863°N 20.9442°Ö
- Småkroksjöarna (norra), sjö i Skellefteå kommun, 64°41′19″N 20°56′50″Ö / 64.6886°N 20.9472°Ö